# Felsenschwalbe

Verbreitungskarte der Felsenschwalbe:
Brutgebiete
Ganzjähriges Vorkommen
Überwinterungsgebiete

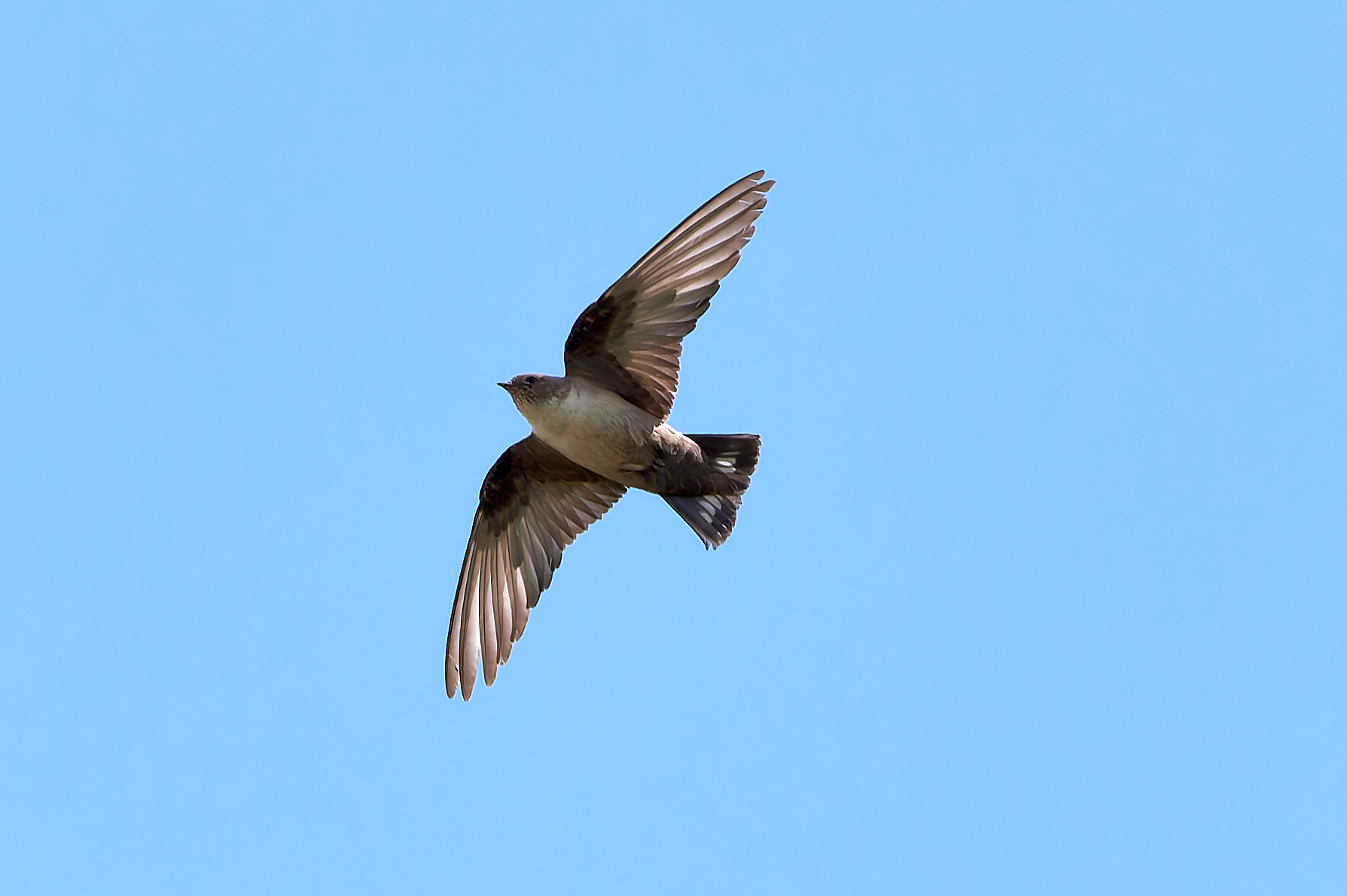
Felsenschwalbe im Flug

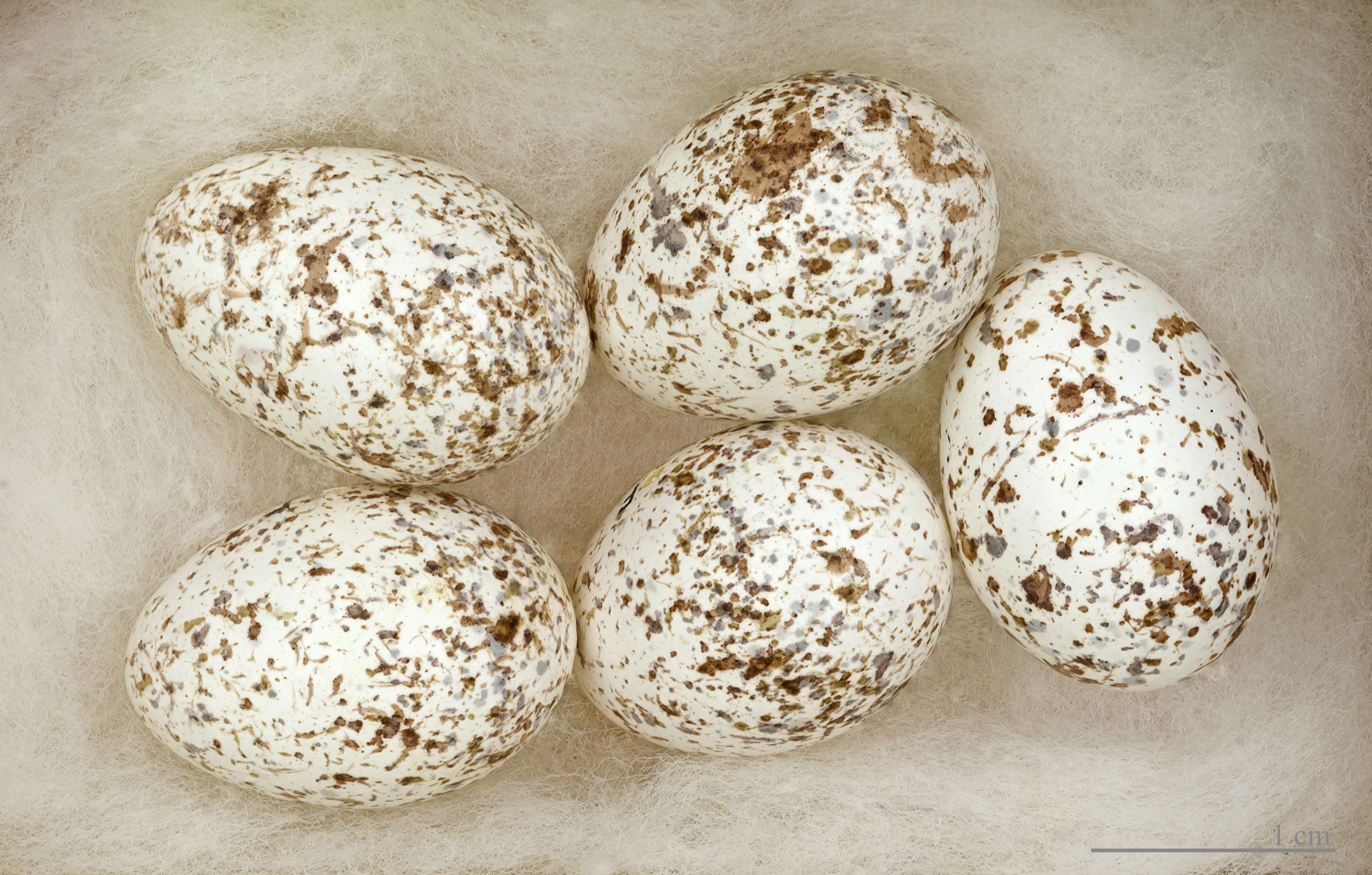
Eier der Felsenschwalbe

Die Felsenschwalbe (Ptyonoprogne rupestris) ist der Uferschwalbe recht ähnlich, aber mit einer Körpergröße von 14–15 cm etwas größer. Diese Schwalbe hält sich fast immer in der Nähe von Felswänden und nur selten hoch in der Luft auf.

## Beschreibung
Ober- und Unterseite sind bräunlich. Auf den Steuerfedern befinden sich weiße Flecken, die nur bei gespreiztem Schwanz im Flug zu sehen sind. Ein Brustband ist nicht vorhanden. Die Spannweite der Flügel beträgt ca. 26 cm. Die Stimme der Felsenschwalbe ist leise und nur selten zu hören. Der Gesang ist hastig, rau zwitschernd. Sie ruft hart „prrit“ oder „pritprit“.

## Lebensraum
Die Felsenschwalbe lebt in Südeuropa in Felswänden, Schluchten, Brücken und Tunneln am Wasser. In Nordtirol besiedelt die Felsenschwalbe zunehmend Gebäude wie Hotels, Privathäuser, Bauernhäuser und Tennen. Bevorzugter Neststandort ist die Firstpfette des Hauses. Somit wird die Felsenschwalbe, wie einst Rauch- und Mehlschwalbe, zunehmend zum Kulturfolger. Viele Felswände in Nordtirol, die von früher als Brutplätze bekannt waren, sind bereits verlassen. Ähnliche Tendenzen kennt man aus der Schweiz und Südtirol.

## Fortpflanzung
Die Brutplätze liegen an windgeschützten, trockenen und oft sonnenbeschienenen Felswänden. In den Nord- und Ostalpen liegen die Brutwände meist niedrig über einem breiten Tal, im Westen und in den Südalpen auch hoch über dem Talgrund. Nach Norden und Westen exponierte Wände werden normalerweise gemieden. Typisch sind im Alpenraum meist Kleinkolonien von zwei bis fünf Brutpaaren. Brutplätze mit mehr als 15 Brutpaaren stellen Ausnahmen dar.
Die Brutzeit liegt zwischen Mai und Juli. Felsenschwalben kommen zum Teil schon Ende Februar an ihren Brutplätzen an. In klimatisch günstigen Jahren erfolgen 2 Jahresbruten. Dann kann sich das Brutgeschäft bis Anfang Oktober hinziehen. Das Nest ist eine aus Lehm und Speichel gemauerte Schale unter überhängendem Fels, an Häusern bevorzugt auf der Firstpfette oder unter einem Dachvorsprung, auch dicht über verkehrsreichen Straßen. Noch während des Brutgeschäftes werden am Nest Ausbesserungen und Ergänzungen vorgenommen. Im Gegensatz zur Mehlschwalbe ist das Nest, ähnlich wie das der Rauchschwalbe, oben offen. Das Gelege besteht aus zwei bis fünf Eiern. Das Legeintervall beträgt einen Tag. Die Eier sind länglich elliptisch. Sie sind weiß mit wenigen roten und grauen Flecken, die meist auf dem stumpfen Ende konzentriert sind. Die Brutdauer beträgt vierzehn bis fünfzehn Tage. Es brütet überwiegend der weibliche Elternvogel, der vom Männchen nicht gefüttert wird. Die Nestlingszeit beträgt 24 bis 28 Tage. Die Jungen werden nach dem Ausfliegen noch weitere 14 Tage gefüttert.

## Nahrung
Fliegende Insekten, die sich durch Wind in den begrenzten Luftraum der Felsenschwalbe verirren, werden im Flug gefangen.

## Bestandsentwicklung in Mitteleuropa
Die Felsenschwalbe war bis in die 1960er Jahre ein lokal verbreiteter Brutvogel der zentralen Alpenbereiche und Vorberge im Süden von Mitteleuropa. Im Norden des Alpenbereichs war sie selten, im Kanton Jura fehlte sie seit dem 19. Jahrhundert. Seit den 1980er Jahren hat es im Norden und Osten der Alpen einen zum Teil erheblichen Bestandszuwachs gegeben. Dabei spielen möglicherweise klimatisch günstige Jahre sowohl im Alpenbereich als auch in den Überwinterungsgebieten im Mittelmeerraum eine Rolle. Die Bestandszunahme hat zum Teil zu einer erheblichen Arealausweitung im Voralpengebiet geführt. Seit 1980 brüten Felsenschwalben wieder im Kanton Jura. Eine starke Zunahme und Ausbreitungstendenz ist außerdem für die Steiermark, die Westschweiz sowie den Süden Bayerns feststellbar. Die derzeit nördlichsten Brutgebiete Mitteleuropas befinden sich im Hochschwarzwald. In Baden-Württemberg brüteten 2018 17 Felsenschwalbenpaare. In Baden-Württemberg brütet die Felsenschwalbe auch an Bauwerken wie der Ravennabrücke.